# 羅斯·瓦雷斯
羅斯·瓦雷斯（英語：Ross Wallace；1985年5月23日—）是一位蘇格蘭足球運動員，在場上的位置是側鋒。他現在效力於英冠球會谢周三足球俱乐部。羅斯出生在鄧迪，在2010年加入伯恩利。瓦雷斯曾經代表蘇格蘭各級青年隊和B隊出場，並且在2009年首次代表蘇格蘭國家足球隊出場。

## 外部連結
- 足球数据库：羅斯·瓦雷斯的球员统计数据
- Scotland stats （页面存档备份，存于） at 11v11
- U21 stats at Fitbastats